# Kanton Saquisilí
Der Kanton Saquisilí befindet sich in der Provinz Cotopaxi nordzentral in Ecuador. Er besitzt eine Fläche von 205 km². Im Jahr 2022 lag die Einwohnerzahl bei rund 24.400. Verwaltungssitz des Kantons ist die Kleinstadt Saquisilí mit 7205 Einwohnern (Stand 2010). Der Kanton Saquisilí wurde am 18. Oktober 1943 eingerichtet.

## Lage
Der Kanton Saquisilí befindet sich ostzentral in der Provinz Cotopaxi. Das Gebiet liegt an der Ostflanke der Cordillera Occidental und reicht im Osten in das Andenhochtal. Der Hauptort Saquisilí liegt 12 km nordnordwestlich der Provinzhauptstadt Latacunga.
Der Kanton Saquisilí grenzt im Norden, im Osten und im Süden an den Kanton Latacunga sowie im Westen an die Kantone Pujilí und Sigchos.

## Verwaltungsgliederung
Der Kanton Saquisilí ist in die Parroquia urbana („städtisches Kirchspiel“)
- Saquisilí

und in die Parroquias rurales („ländliches Kirchspiel“)
- Canchagua
- Chantilín
- Cochapamba

gegliedert.

## Geschichte
Entwicklung der Einwohnerzahl im Kanton Saquisilí bei landesweiten Volkszählungen zum jeweiligen Gebietsstand:
| Jahr                    | Einwohner | +/-     |
| ----------------------- | --------- | ------- |
| 1950                    | 9.934     | –       |
| 1962                    | 11.338    | 14,1 %  |
| 1974                    | 11.313    | −0,2 %  |
| 1982                    | 14.844    | 31,2 %  |
| 1990                    | 12.829    | −13,6 % |
| 2001                    | 20.815    | 62,2 %  |
| 2010                    | 25.320    | 21,6 %  |
| 2022                    | 24.356    | −3,8 %  |
| Datenherkunft: Wikidata |           |         |